# الدوري الألماني الشرقي 1964–65
الدوري الألماني الشرقي 1964–65 هو الموسم 18 من الدوري الألماني الشرقي. أقيم خلال الفترة 9 أغسطس 1964 وحتى 6 يونيو 1965، وأشرف على تنظيمه الاتحاد الأوروبي لكرة القدم، وكان عدد الأندية المشاركة فيه 14، وفاز فيه نادي فرانكفورت.